# سرتشمة العلياء (الريف الغربي)
سرتشمة العلياء (بالفارسية: سرچشمه علیا) هي منطقة سكنية تقع في إيران في قسم الريف الغربي الريفي. يقدر عدد سكانها بـ 92 نسمة بحسب إحصاء 2016.